# ナラ州
ナラ州（ナラしゅう、フランス語: Région de Nara）は、マリ共和国北西部の州。州都はナラ。北をモーリタニアのホズ・エッ・シャルギ州と、東をセグー州と、南をクリコロ州、西をニオロ州と接する。
面積は31,250平方キロメートル、人口は約31万人（2022年国勢調査）。クリコロ州を分割して作られた。
2012年3月2日に採択された地方行政区画法（N°2012-017）で創設が決定した新州のひとつで、マリ北部紛争勃発や政局の混乱により創設は延期された。2020年の軍事クーデター後の12月2日、軍事政権によってアマラ・ドゥンビア大佐が州知事に任命され、暫定的に発足した。2023年2月22日、正式にナラ州が創設された。

## 圏
2023年2月時点で6圏に区分される。2023年2月の正式発足以前は圏や郡が存在しなかった。
- ナラ圏（Nara）
- バレ圏（Ballé）
- ディリー圏（Dilly）
- ムールディアー圏（Mourdiah）
- ギレ圏（Guiré）
- ファルー圏（Fallou）

圏の下は12郡、12コミューン、286村・フラクスィオン・カルティエの順に細分化されている。